# 크비슬링 정권
크비슬링 정권(Quisling regime) 또는 크비슬링 정부(Quisling government)는 제2차 세계 대전 동안 독일이 점령한 노르웨이에서 비드쿤 크비슬링(Vidkun Quisling)이 이끄는 파시스트 협력주의 정부를 지칭하기 위해 흔히 사용되는 이름이다. 1942년 2월 1일부터 1945년 5월 해체될 때까지의 정권의 공식 명칭은 국민정부(Den nasjonale regjering)였다. 실질적인 행정권은 요제프 테르보펜(Josef Terboven)이 이끄는 노르베겐 국가판무관부(Reichskommissariat Norwegen)에 의해 유지되었다.
'크비슬링'(quisling)이라는 용어의 사용을 고려할 때, 크비슬링 정권이라는 이름은 외국의 국가들을 점령함으로써 부과된 반역적인 괴뢰 정부로 인식되는 정치와 정권을 지칭하는 경멸적인 용어로도 사용될 수 있다.